# Oskar Äärlaht
Oskar Äärlaht, född Oskar Erlach, 18 februari 1899 i Rahtla, Mustels socken Mustjala, på Ösel (Saaremaa), död 1960, var en estnisk frihetskämpe och politiker, aktiv i Estlands frigörelse och för tsaren i samband med Ryska revolutionen 1918. 

## I Estland
Oskar Äärlaht var en mycket språkkunnig politiker som ledde bondepartiet, samt drev frihetsfrågor i kommunfullmäktige. 
Han bytte efternamn 1936 till det mer estniskt klingande namnet Äärlaht, både för att undgå Sovjetunionens uppmärksamhet och för att förtydliga sin nationalistiska tillhörighet. Oskar Äärlaht dekorerades med Örnkorset i silver (Kotkaristi hõberist) av president Konstantin Päts den 24 februari 1938.

### Krigsåren 1939-1944
Oskar Äärlaht ledde hemvärnsstyrkorna i hemkommunen och var djupt involverad i motståndsrörelsen i samband med att Sovjetunionens styrkor invaderade Estland under andra världskriget. Familjen tvingades inhysa de Sovjetiska officerarna på gården i Vanakubja där Oskar även fick tolka mellan ester och ryssar. Han hade inte mycket val för han fick se brodern Erich Äärlaht (Erlach) och dennes familj föras bort av de sovjetiska soldaterna, samt bevittna hur de brände ner broderns gård. Efter de Sovjetiska styrkorna hade tvingats bort av tyskarna infann sig en kort period av lugn, men när de Sovjetiska styrkorna återvände 1944, insåg Oskar Äärlaht att de måste lämna landet för att överleva. Senare funna dokument har visat att Oskar Äärlaht samt familjen skulle avrättas.

## I Sverige
Flykten över Östersjön blev dramatisk då enda tillgängliga fartyg var en gisten segelskuta som började läcka kraftigt under överfarten. Under natten väcktes samtliga män och pojkar för att pumpa läns, men skutan fick överges tidigt på morgonen ute på havet och familjerna ombord räddades av gotländska fiskare som överlämnade de ombordvarande till svenska kustbevakningen utanför Slite. Alla sattes iland i Visby för vidare transport till Västervik.
Äärlaht och hans familj bosatte sig i Sverige i Tollered. Han lärde sig snabbt svenska men var relativt opolitiskt aktiv. Trots det var han under bevakning i Sverige och lönnmördades den 2 januari 1960[källa behövs].
Oskar Äärlaht efterlämnade hustru Minna, samt åtta barn. Han är jordfäst vid Skallsjö kyrka.